# بوب ماكليستر
بوب ماكليستر (بالإنجليزية: Bob McAllister)‏ هو ساحر استعراضي أمريكي، ولد في 2 يونيو 1935، وتوفي في 21 يوليو 1998 بسبب سرطان الرئة.

## وصلات خارجية
- بوب ماكليستر على موقع IMDb (الإنجليزية)
- بوب ماكليستر على موقع ميوزك برينز (الإنجليزية)
- بوب ماكليستر على موقع قاعدة بيانات برودواي على الإنترنت (الإنجليزية)